# Mușenița
Mușenița település Romániában, Bukovinában, Suceava megyében.

## Lakossága
Mușenițának a 2002 évi népszámláláskor 2240 lakosa volt.